# Южне (Кагульський район)
Ю́жне (рум. Iujnoe) — село в Кагульському районі Молдови, утворює окрему комуну.
Село розташоване на вододілі річок Кагул та Великий Ялпуг, в балці Дубовій.
У селі проживають молдовани, українці та гагаузи.
Кількість українців, згідно перепису населення 2004 року - 155 осіб (20%).